# Tasogare Otome x Amnesia
Tasogare Otome x Amnesia (黄昏乙女×アムネジア, たそがれおとめ アムネジア) là loạt manga được thực hiện bởi Maybe. Tác phẩm đã đăng trên tạp chí Monthly Gangan Joker của Square Enix từ ngày 22 tháng 4 năm 2009 đến ngày 22 tháng 6 năm 2013. Cốt truyện xoay quanh mối tình giữa Niiya Teiichi và Kanoe Yūko. Yūko là một cô gái bị chết một cách bí ẩn, xác của cô không bao giờ được tìm thấy và linh hồn của cô bị kẹt trong khu nhà cũ của trường mà Teiichi đang học, ban đầu Teiichi gia nhập vào câu lạc bộ Điều tra các sự kiện huyền bí xảy ra bởi những con ma trong trường và hầu như tất cả các sự kiện này điều do Yūko tạo ra một cách vô tình vì dù là ma thì cô vẫn có thể tương tác với thế giới xung quanh theo cách nào đó. Teiichi là một trong hai người trong trường có thể thật sự nhìn thấy và trò chuyện với Yūko và anh cũng điều tra nguyên nhân thật gây ra cái chết bí ẩn của cô vì chính cô cũng không nhớ tại sao mình lại bị chết cũng như quá khứ của mình, thời gian trôi qua và cả hai đều có tình cảm với nhau.
Loạt manga cũng đã được chuyển thể thành các loại hình truyền thông khác như anime và drama CD. Silver Link đã thực hiện chuyển thể anime của tác phẩm và phát sóng tại Nhật Bản từ ngày 08 tháng 4 đến ngày 24 tháng 6 năm 2012.

## Tổng quan

### Nhân vật

#### Nhóm nghiên cứu hiện tượng siêu nhiên
Niiya Teiichi (新谷 貞一, にいや ていいち)
Lồng tiếng bởi: Yonaga Tsubasa / Minagawa Junko (drama CD)
Kanoe Yūko (庚 夕子, かのえ ゆうこ)
Lồng tiếng bởi: Hara Yumi
Kage Yūko (影夕子, かげゆうこ)
Lồng tiếng bởi: Hara Yumi
Okonogi Momoe (小此木 ももえ, おこのぎ ももえ)
Lồng tiếng bởi: Fukuen Misato / Ise Mariya (drama CD)
Kanoe Kirie (庚 霧江, かのえ きりえ)
Lồng tiếng bởi: Kitamura Eri / Numakura Manami (drama CD)

#### Lớp năm 2
Nishikawa Hitomi (西河 日登美, にしかわ ひとみ)
Lồng tiếng bởi: Matsu Kiyoka
Kawatō Manako (河東 真奈子, かわとう まなこ)
Lồng tiếng bởi: Ogasawara Saki
Kirishima Yūko (桐島 有子, きりしま ゆうこ)
Lồng tiếng bởi: Koshimizu Ami
Suzuki Mina (鈴木 美奈, すずき みな)
Lồng tiếng bởi: Matsui Eriko
Kimura Tomoko (木村 朋子, きむら ともこ)
Lồng tiếng bởi: Aoki Noriko
Ishii Rika (石井 里香, いしい りか)
Lồng tiếng bởi: Nagata Yoriko
Asou Reiko (朝生 零子, あそう れいこ)
Mega Sumiya (妻鹿 澄也, めが すみや)

#### Lớp năm 1
Yoshizawa Haruka (吉沢 春香, よしざわ はるか)
Yūto (優斗, ゆうと)
Mihara Sōsuke (三原 草佑, みはら そうすけ)

#### Lớp năm 3
Sahara Sasawa (佐原 笹葉, さはら ささは)
Yasunaga Nao (安永 直, やすなが なお)
Okiura Minato (沖浦 みなと, おきうら みなと)
Michidera Kiyomi (道寺 清己, みちでら きよみ)

#### Giáo viên
Kanoe Yukariko (庚 紫子, かのえ ゆかりこ)
Lồng tiếng bởi: Satō Satomi, Takashima Gara (về già)
Takamatsu Ryōka (高松 凌華, たかまつ りょうか)

#### Khác
Asagi (浅葱, あさぎ)
Lồng tiếng bởi: Hirata Mana

## Truyền thông

### Manga
Loạt manga được thực hiện bởi Maybe. Tác phẩm đã đăng trên tạp chí Monthly Gangan Joker của Square Enix từ ngày 22 tháng 4 năm 2009 đến ngày 22 tháng 6 năm 2013. Đây là phần nối tiếp một chương truyện ngắn có tên Otome Kokoro to Yūno-sora (乙女心と夕の空) từng phát hành trên Gangan Power vào tháng 6 năm 2008. Square Enix sau đó đã tập hợp các chương lại và phát hành thành 9 tankōbon.

### Sách
Square Enix đã phát hành hai quyển sách vào ngày 22 tháng 11 năm 2012. Một cuốn có tên Tasogare Otome x Amnesia x Anthology (黄昏乙女×アムネジア×アンソロジー) mô tả thông tin các nhân vật cùng hình ảnh và các thông tin thiết lập khác mà tác giả dùng để thực hiện manga. Một tuyển tập có tên Tasogare Otome x Amnesia 8.5 Official Guide Book (黄昏乙女×アムネジア 8.5 公式ガイドブック) mô tả thông tin các nhân vật cùng hình ảnh và các thông tin thiết lập khác được dùng trong bộ anime như những người tham gia thực hiện phim, người thiết kế nhân vật, diễn viên lồng tiếng...

### Anime
Silver Link đã thực hiện chuyển thể anime của tác phẩm và phát sóng tại Nhật Bản từ ngày 08 tháng 4 đến ngày 24 tháng 6 năm 2012 với 12 tập trên kênh Chiba TV, Sun TV và TV Kanagawa sau đó đến các kênh Tokyo MX, TV Aichi và Animax. Một tập OVA thêm đã được thực hiện khi phát hành phiên bản DVD/BD của bộ anime. Sentai Filmworks giữ bản quyền phiên bản tiếng Anh của bộ anime để phân phối tại thị trường Bắc Mỹ, Hanabee Entertainment thì đăng ký tại Úc và New Zealand và Muse Communication đăng ký tại Đài Loan.

### Âm nhạc
Bộ anime có hai bài hát chủ đề, một mở đầu và một kết thúc. Bài hát mở đầu có tên CHOIR JAIL do Suzuki Konomi trình bày, bài hát này cũng là bài hát kết thúc cho tập 1 và 12, đĩa đơn chứa bài hát đã phát hành vào ngày 25 tháng 4 năm 2012. Bài hát kết thúc có tên Calendrier (カランドリエ) do Okui Aki trình bày, trong tập 11 thì do Hara Yumi trình bày, đĩa đơn chứa bài hát đã phát hành vào ngày 23 tháng 5 năm 2012 còn phiên bản do Hara Yumi trình bày thì phát hành đính kèm với hộp phiên bản DVD/BD thứ nhất của bộ anime vào ngày 27 tháng 6 năm 2012. Một đĩa đơn chứa bài hát phụ mang tên Requiem đã phát hành vào ngày 25 tháng 7 năm 2012 đính kèm với hộp DVD/BD thứ hai. Bốn hộp DVD/BD còn lại của bộ anime đều được đính kèm với các album chứa các bản nhạc dùng trong bộ anime.
| CHOIR JAIL       | CHOIR JAIL                                              | CHOIR JAIL |
| STT              | Nhan đề                                                 | Thời lượng |
| ---------------- | ------------------------------------------------------- | ---------- |
| 1.               | "CHOIR JAIL"                                            | 3:54       |
| 2.               | "Zanzou Mirai (残像未来)"                               | 4:39       |
| 3.               | "CHOIR JAIL (Instrumental)"                             | 3:54       |
| 4.               | "Zanzou Mirai (Instrumental) (残像未来 (Instrumental))" | 4:36       |
| Tổng thời lượng: | Tổng thời lượng:                                        | 17:04      |

| Calendrier (カランドリエ) | Calendrier (カランドリエ)                                 | Calendrier (カランドリエ) |
| STT                       | Nhan đề                                                   | Thời lượng                |
| ------------------------- | --------------------------------------------------------- | ------------------------- |
| 1.                        | "Calendrier (カランドリエ)"                               | 4:01                      |
| 2.                        | "Ryuusei (粒星)"                                          | 5:31                      |
| 3.                        | "Calendrier (Instrumental) (カランドリエ (Instrumental))" | 4:01                      |
| 4.                        | "Ryuusei (Instrumental) (粒星 (Instrumental))"            | 5:29                      |
| Tổng thời lượng:          | Tổng thời lượng:                                          | 19:04                     |

| Calendrier -Yuuko- (カランドリエ -夕子-) | Calendrier -Yuuko- (カランドリエ -夕子-)                     | Calendrier -Yuuko- (カランドリエ -夕子-) |
| STT                                      | Nhan đề                                                      | Thời lượng                               |
| ---------------------------------------- | ------------------------------------------------------------ | ---------------------------------------- |
| 1.                                       | "Calendrier -Yuuko- (カランドリエ -夕子-)"                   | 4:02                                     |
| 2.                                       | "Calendrier -Yuuko- -TVsize- (カランドリエ -夕子- -TVsize-)" | 1:32                                     |
| 3.                                       | "Calendrier -Yuuko- -inst- (カランドリエ -夕子- -inst-)"     | 3:59                                     |
| Tổng thời lượng:                         | Tổng thời lượng:                                             | 9:33                                     |

| Requiem (レクイエム) | Requiem (レクイエム)                 | Requiem (レクイエム) |
| STT                  | Nhan đề                              | Thời lượng           |
| -------------------- | ------------------------------------ | -------------------- |
| 1.                   | "Requiem (レクイエム)"               | 3:45                 |
| 2.                   | "Requiem -inst- (レクイエム -inst-)" | 3:45                 |
| Tổng thời lượng:     | Tổng thời lượng:                     | 7:30                 |

| Tasogare Otome x Amnesia Soundtrack 1 (黄昏乙女×アムネジア サウンドトラック1) | Tasogare Otome x Amnesia Soundtrack 1 (黄昏乙女×アムネジア サウンドトラック1) | Tasogare Otome x Amnesia Soundtrack 1 (黄昏乙女×アムネジア サウンドトラック1) |
| STT                                                                           | Nhan đề                                                                       | Thời lượng                                                                    |
| ----------------------------------------------------------------------------- | ----------------------------------------------------------------------------- | ----------------------------------------------------------------------------- |
| 1.                                                                            | "探索"                                                                        | 2:02                                                                          |
| 2.                                                                            | "疑惑"                                                                        | 2:00                                                                          |
| 3.                                                                            | "深淵"                                                                        | 2:06                                                                          |
| 4.                                                                            | "怪異"                                                                        | 1:46                                                                          |
| 5.                                                                            | "緊張"                                                                        | 1:14                                                                          |
| 6.                                                                            | "夕子 flute ver."                                                             | 2:19                                                                          |
| 7.                                                                            | "結末"                                                                        | 2:05                                                                          |
| 8.                                                                            | "幻想"                                                                        | 2:06                                                                          |
| 9.                                                                            | "解決"                                                                        | 2:09                                                                          |
| 10.                                                                           | "祭囃子"                                                                      | 1:33                                                                          |
| Tổng thời lượng:                                                              | Tổng thời lượng:                                                              | 19:20                                                                         |

| Tasogare Otome x Amnesia Soundtrack 2 (黄昏乙女×アムネジア サウンドトラック2) | Tasogare Otome x Amnesia Soundtrack 2 (黄昏乙女×アムネジア サウンドトラック2) | Tasogare Otome x Amnesia Soundtrack 2 (黄昏乙女×アムネジア サウンドトラック2) |
| STT                                                                           | Nhan đề                                                                       | Thời lượng                                                                    |
| ----------------------------------------------------------------------------- | ----------------------------------------------------------------------------- | ----------------------------------------------------------------------------- |
| 1.                                                                            | "追跡"                                                                        | 1:56                                                                          |
| 2.                                                                            | "死霊"                                                                        | 2:05                                                                          |
| 3.                                                                            | "夕子 piano ver."                                                             | 1:55                                                                          |
| 4.                                                                            | "寂寥"                                                                        | 2:03                                                                          |
| 5.                                                                            | "影夕子"                                                                      | 1:40                                                                          |
| 6.                                                                            | "言伝"                                                                        | 1:35                                                                          |
| 7.                                                                            | "忠告"                                                                        | 1:48                                                                          |
| 8.                                                                            | "ももえ"                                                                      | 1:26                                                                          |
| 9.                                                                            | "散歩"                                                                        | 1:54                                                                          |
| 10.                                                                           | "霧江"                                                                        | 1:46                                                                          |
| Tổng thời lượng:                                                              | Tổng thời lượng:                                                              | 18:08                                                                         |

| Tasogare Otome x Amnesia Soundtrack 3 (黄昏乙女×アムネジア サウンドトラック3) | Tasogare Otome x Amnesia Soundtrack 3 (黄昏乙女×アムネジア サウンドトラック3) | Tasogare Otome x Amnesia Soundtrack 3 (黄昏乙女×アムネジア サウンドトラック3) |
| STT                                                                           | Nhan đề                                                                       | Thời lượng                                                                    |
| ----------------------------------------------------------------------------- | ----------------------------------------------------------------------------- | ----------------------------------------------------------------------------- |
| 1.                                                                            | "部室"                                                                        | 1:41                                                                          |
| 2.                                                                            | "強襲"                                                                        | 1:17                                                                          |
| 3.                                                                            | "夕子 cello ver."                                                             | 2:17                                                                          |
| 4.                                                                            | "屍夕子"                                                                      | 1:28                                                                          |
| 5.                                                                            | "絶望"                                                                        | 2:04                                                                          |
| 6.                                                                            | "黄昏"                                                                        | 1:54                                                                          |
| 7.                                                                            | "文化祭"                                                                      | 1:19                                                                          |
| 8.                                                                            | "羞恥"                                                                        | 1:35                                                                          |
| 9.                                                                            | "悲痛"                                                                        | 2:04                                                                          |
| 10.                                                                           | "解放"                                                                        | 2:16                                                                          |
| Tổng thời lượng:                                                              | Tổng thời lượng:                                                              | 17:55                                                                         |

| Tasogare Otome x Amnesia Soundtrack 4 (黄昏乙女×アムネジア サウンドトラック4) | Tasogare Otome x Amnesia Soundtrack 4 (黄昏乙女×アムネジア サウンドトラック4) | Tasogare Otome x Amnesia Soundtrack 4 (黄昏乙女×アムネジア サウンドトラック4) |
| STT                                                                           | Nhan đề                                                                       | Thời lượng                                                                    |
| ----------------------------------------------------------------------------- | ----------------------------------------------------------------------------- | ----------------------------------------------------------------------------- |
| 1.                                                                            | "恐怖"                                                                        | 1:44                                                                          |
| 2.                                                                            | "逃亡"                                                                        | 1:24                                                                          |
| 3.                                                                            | "過去"                                                                        | 2:33                                                                          |
| 4.                                                                            | "疫病"                                                                        | 1:47                                                                          |
| 5.                                                                            | "祭壇"                                                                        | 2:13                                                                          |
| 6.                                                                            | "嫉妬"                                                                        | 1:32                                                                          |
| 7.                                                                            | "出勤"                                                                        | 1:15                                                                          |
| 8.                                                                            | "学園"                                                                        | 2:14                                                                          |
| 9.                                                                            | "陽気"                                                                        | 1:41                                                                          |
| 10.                                                                           | "CHOIR JAIL piano ver."                                                       | 2:21                                                                          |
| Tổng thời lượng:                                                              | Tổng thời lượng:                                                              | 18:44                                                                         |